# Giovanni Axuch
Giovanni Axuch (o Axoukhos in greco Ἰωάννης Ἀξούχ [ος]?; Nicea, 1087 – Costantinopoli, 1150 circa) è stato un generale bizantino di origini turche-selgiuchidi.
Fu un fido consigliere e amico di Giovanni II Comneno e dimostrò successivamente la sua fedeltà al figlio di Giovanni, Manuele I Comneno, nel critico momento dell'incoronazione.

## Biografia

### Gioventù

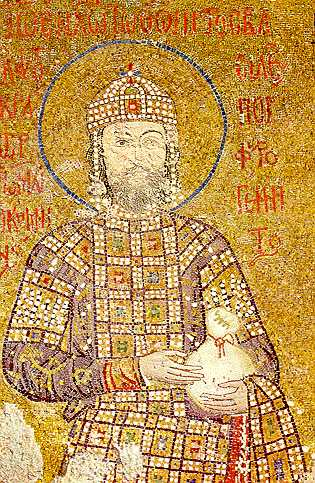
L'imperatore bizantino ed amico di Axuch, Giovanni II Comneno.

Axuch era nato a Nicea da una famiglia di Turchi Selgiuchidi nel 1087. Durante l'assedio di Nicea, il 19 maggio 1097 quando i crociati espugnarono la città, contro la volontà dei bizantini si diedero al saccheggio, molto fu il sangue versato, e tra questo vi fu anche quello della famiglia dell'ancora bambino Giovanni Axuch, egli fu risparmiato vista la sua giovanissima età, e quindi fu catturato e poi dato come dono della vittoria sui Turchi, ad Alessio I Comneno. Alessio trattò come un figlio Axuch, facendolo infatti vivere a corte insieme alla famiglia imperiale e fece in modo che Axuch potesse diventare come un fratello per Giovanni (che poi sarebbe divenuto basileus dei romei), visto che i due avevano la stessa età, ed infatti i due divennero amici per la pelle. Axuch fu fatto ben istruire da Alessio, egli infatti aveva un vivo interesse per la teologia, ciò ci è noto perché egli fece delle domande al teologo Nicola di Metone sulla natura della presenza dello Spirito Santo, negli apostoli.

### Sotto il regno dell'amico Giovanni II Comneno
Nel 1118 Alessio morì, e gli succedette al trono Giovanni II Comneno, che per prima cosa nominò Axuch Gran Domestico (capo dell'esercito Megas Domestikos). Axuch era l'unico vero amico personale di Giovanni II, per cui quest'ultimo ordinò che tutti i membri della famiglia imperiale si complimentassero con lui, visto il rango a cui era stato appena promosso e gli portassero rispetto.
L'imperatore Giovanni II si accorse subito che aveva fatto bene a nominare Gran Domestico il fedele Giovanni Axuch, infatti quest'ultimo sventò un complotto per assassinare Giovanni II, che era stato organizzato dalla sorella invidiosa dell'imperatore Anna Comnena e da suo marito, Niceforo Briennio (che denunciò a Axuch il complotto). Saputo ciò Giovanni II obbligò la sorella a prendere l'abito monacale e la recluse in un monastero, poi confiscò i beni e le terre di sua sorella, che erano molti, e tentò di darle a Axuch, come segno di ringraziamento per ciò che aveva fatto. Ma Axuch saggiamente rifiutò poiché si era reso conto che se avesse accettato, si sarebbero inaciditi i rapporti con la famiglia imperiale, questo fatto lo avrebbe reso impopolare e non ben visto dall'alta aristocrazia di Costantinopoli, egli chiese addirittura clemenza per Anna che fu accordata.
L'imperatore era un soldato attivo e ogni anno andava a fare campagne militari, Axuch era sempre al suo fianco, in ogni campagna, e anche nei ritorni trionfanti a Costantinopoli. Infatti quando nel 1119, l'imperatore intraprese una campagna contro i turchi selgiuchidi, portò con sé anche Axuch, che gli era al suo fianco. Axuch ebbe modo di far vedere le sue ottime qualità da stratega, nonostante non avesse mai comandato un esercito, durante l'assedio di Laodicea che egli condusse, riuscendo ad espugnare la città, fornendo così una rapida vittoria a Giovanni II, che gli consentirà di annettere tutta l'Attalia all'impero. A fine autunno, quando la campagna era finita, l'imperatore tornò trionfante a Costantinopoli, assieme ad Axuch.
Nel 1122 Axuch partecipò alla campagna nei Balcani contro i Peceneghi (Patzinaks), ma fu ferito a una gamba o ad un piede durante la battaglia di Beroia, dove i Bizantini conseguirono una grande vittoria. Axuch prese parte anche alle campagne del 1137-1138 in Cilicia, Antiochia e in Siria settentrionale, qui fu nuovamente ferito.
Nella primavera 1142 Axuch andò insieme a Giovanni e ai suoi quattro figli in campagna in Siria per ristabilire le conquiste che aveva fatto lì quattro anni prima. Arrivato però in Attalia il suo erede al trono, Alessio Comneno, morì di una febbre improvvisa, il 2 agosto. Il contraccolpo psicologico sul padre fu notevole perché egli perdeva il figlio che amava di più e l'erede designato. Ordinò dunque ai due figli più grandi, Andronico ed Isacco, di trasportare le spoglie del loro fratello a Costantinopoli ma nel corso del viaggio anche Andronico (designato erede al trono) morì della stessa malattia del fratello maggiore. Giovanni II volle continuare la campagna per il bene dell'impero, pose Antiochia sotto assedio ma poi decise di svernare in Cilicia, con progetto di riprendere l'assedio nella primavera dell'anno dopo. Nel marzo del 1143, in una banale battuta di caccia, l'imperatore restò ferito da una freccia avvelenata. Sentendo la morte vicina, il 5 aprile, domenica di Pasqua, radunò i suoi consiglieri, tra cui ovviamente Axuch, intorno al suo letto e li informò che il suo erede al trono non sarebbe stato il terzogenito Isacco, bensì il suo quartogenito Manuele I Comneno, anche se Axuch tentò di convincere l'imperatore che Isacco fosse un miglior partito, ma senza successo. Axuch agì così perché secondo alcune fonti egli era molto legato a Isacco e almeno all'inizio del suo regno, Manuele fu sospettoso di qualsiasi accenno di collusione tra suo fratello e Axuch. L'imperatore morente proferì queste parole per incoronare suo figlio:
(Giovanni II Comneno)
Si tolse quindi dal capo la corona e la posò sulla testa di Manuele.

### La salita al trono di Manuele grazie ad Axuch
L'8 aprile Giovanni morì, Axuch giurò dunque immediatamente fedeltà al nuovo imperatore, che per questo gli riconfermò la carica di Gran Domestico. Il primo ordine che ricevette da Manuele, fu di andare a Costantinopoli e di far arrestare il fratello dell'Imperatore Isacco, in quanto quest'ultimo aveva le chiavi del tesoro e delle insegne imperiali. In breve tempo Axuch raggiunse Costantinopoli, dove la notizia della morte dell'Imperatore non era ancora pervenuta. Arrestò Isacco, fratello di Manuele, ed un secondo Isacco, fratello del padre defunto. Dopo ciò Axuch si diresse verso Santa Sofia, dove radunò il clero. Al momento non era ancora stato nominato un patriarca; egli promise agli ecclesiastici che, se avessero incoronato Manuele a Santa Sofia, sarebbero state donate cento piastre d'argento all'anno per la basilica: essi furono felici dell'offerta. Manuele arrivò a metà agosto del 1143 e nominò Michele II Curcuas patriarca; con l'approvazione del clero questi tenne una cerimonia a Santa Sofia per l'incoronazione di Manuele che divenne basileus e autocrate dei Romei. Manuele si congratulò con il fedele Axuch. Dopo qualche giorno Manuele dette l'ordine di liberare il fratello e lo zio, che non rappresentavano più un pericolo.

### Sotto il regno di Manuele I Comneno
Nel 1145-1446 Giovanni prese parte a una campagna di Manuele, che era volta contro i turchi Selgiuchidi in Anatolia. Una sera mentre era a tavola dell'imperatore scoppiò un acceso dibattito, in cui si confrontavano le qualità marziali di Manuele e di suo padre. Axuch esalto grandemente il suo amico defunto Giovanni II Comneno a scapito di Manuele, questa affermazione fu sostenuta a gran voce dal fratello di Manuele Isacco. Gli animi in fretta si infiammarono e Isacco tentò di colpire con la spada il cugino Andronico Comneno (futuro imperatore), il colpo fu però deviato dall'imperatore con l'aiuto di un altro parente. Axuch fu punito per la colpa che aveva nella lite, gli fu quindi privato il privilegio di portare il sigillo imperiale. L'episodio è comunque indicativo di quanto Axuch era integrato nella famiglia imperiale.
Dal 1148 al 1149 Giovanni comandava le forze contro i Normanni di Sicilia a Corfù, dopo la morte in battaglia del precedente comandante bizantino, il Megas Doux Stefano Contostefano. Nell'esercito bizantino però scoppiarono dei dissidi tra soldati bizantini e gli alleati Veneziani, Axuch tentò di mediare, ma fu inutile, quindi si vide costretto ad inviare la sua guardia del corpo per sedare i litigi con la forza. Giovanni riuscì a riorganizzare il suo esercito e a scacciare i Normanni, che si ritirarono dall'isola nel 1149. Giovanni è morto nel 1150 circa a Costantinopoli.

## Giudizio dei cronisti
Giovanni II sotto il suo regno condusse quasi tutte le campagne importanti dell'impero, per questo si dice che il suo regno fu una lunga campagna, a causa di ciò Axuch è uno dei pochi comandanti bizantini di questo periodo ricordato dai cronisti.
Lo storico bizantino Niceta Coniata scrisse sulle qualità di Giovanni Axuch: "Non solo le sue mani sono state abili in guerra, ma erano anche veloci ed agili nello svolgimento di opere buone. Inoltre, la sua nobiltà e la generosità della sua mente oscurarono del tutto le sue umili origini e reso Axuch amato da tutti."

## Famiglia
Axuch ebbe un figlio che chiamò Alessio, in memoria dell'Imperatore Alessio I Comneno che, quando Axuch era stato giovane e orfano, lo aveva trattato come un figlio.